# Assassin’s Creed II: Discovery
Assassin’s Creed II: Discovery ist ein Action-Adventurespiel, das von Griptonite Games entwickelt und von Ubisoft veröffentlicht wurde. Es erschien erstmals im November 2009 für den Nintendo DS und im Januar 2010 für iOS.

## Handlung
Der Hauptcharakter in Assassin’s Creed II: Discovery ist der Italiener Ezio Auditore da Firenze. Das Spiel spielt im Jahr 1490 und somit 14 Jahre nach Beginn der Geschichte des Spiels Assassin’s Creed II. Im Spielverlauf findet er heraus, dass die Tempelritter, die Feinde der Assassinen, planen, die Neue Welt zu erkunden. Der Spieler hat außerdem die Aufgabe, Christoph Columbus zu retten und Tomás de Torquemada zu töten, um die Bedrohung der Templer zu stoppen.

## Spielprinzip
Bei Assassin’s Creed II: Discovery handelt es sich um ein Action-Adventure, das sich aus Elementen der Genres Jump ’n’ Run, Hack and Slay und Stealth-Computerspiel zusammensetzt und dabei im Spielverlauf eine Geschichte erzählt.

## Rezeption
Assassin’s Creed II: Discovery erhielt positive Rezensionen:
- IGN bewertete das Spiel mit 8 von 10 Punkten.[3]
- Die Videospielwebsite GameSpot bewertete die Nintendo-DS-Version mit 7 von 10 Punkten.[1]